# Liste der Baudenkmale in Gneven
In der Liste der Baudenkmale in Gneven sind alle Baudenkmale der Gemeinde Gneven (Landkreis Ludwigslust-Parchim) und ihrer Ortsteile aufgelistet (Stand: Januar 2021).

## Legende
In den Spalten befinden sich folgende Informationen:
- ID-Nr: Die Nummer wird von den Denkmalämtern der Landkreise vergeben. Wenn sie nicht bekannt ist, bleibt die Spalte leer. In dieser Spalte kann sich zusätzlich das Wort Wikidata befinden, der entsprechende Link führt zu Angaben zu diesem Denkmal bei Wikidata.
- Lage: die Adresse des Denkmales und die geographischen Koordinaten.
Link zu einem Kartenansichtstool, um Koordinaten zu setzen. In der Kartenansicht sind Denkmale ohne Koordinaten mit einem roten bzw. orangen Marker dargestellt und können in der Karte gesetzt werden. Denkmale ohne Bild sind mit einem blauen bzw. roten Marker gekennzeichnet, Denkmale mit Bild mit einem grünen bzw. orangen Marker.
- Bezeichnung: Bezeichnung, so wie sie in den offiziellen Listen der Denkmalämter steht. Ein Link hinter der Bezeichnung führt zum Wikipedia-Artikel über das Denkmal. Wenn die Bezeichnung der Denkmalämter inhaltlich fehlerhaft ist, ist in der Spalte „Beschreibung“ darauf hinzuweisen.
- Beschreibung: Beschreibung des Denkmales
- Bild: ein Bild des Denkmales und gegebenenfalls einen Link zu weiteren Fotos des Denkmals im Medienarchiv Wikimedia Commons

## Gneven
| ID | Lage                   | Bezeichnung     | Beschreibung | Bild     |
| -- | ---------------------- | --------------- | ------------ | -------- |
|    | Dorfstraße 6/7 (Karte) | Gutshaus        |              | Gutshaus |
|    | Dorfstraße 4 (Karte)   | Marstall, ehem. |              |          |

## Vorbeck
| ID | Lage                    | Bezeichnung                                                      | Beschreibung                                                                                                  | Bild                                                             |
| -- | ----------------------- | ---------------------------------------------------------------- | --- | ---------------------------------------------------------------- |
|    | An der Warnow 1 (Karte) | Gutshaus mit Allee                                               | Sanierter, 2-gesch., 7-achs., Putzbau von 1912 auf alten Fundamenten mit Mittelrisalit, Portikus und Walmdach |                                                                  |
|    | (Karte)                 | Kirche mit Friedhof, Tor, Feldsteinmauer, 2 Zwangsarbeitergräber | | Kirche mit Friedhof, Tor, Feldsteinmauer, 2 Zwangsarbeitergräber |
|    |                         | Allee zur Kirche                                                 | |                                                                  |